# يليزوفو
يليزوفو (بالروسية: Елизово) هي إحدى مدن روسيا في الكيان الفدرالي الروسي كراي كامشاتكا.